# Paralepis
Paralepis es un género de peces actinopterigios aulopiformes de la familia Paralepididae. Habitan en los océanos Atlántico e Índico, además del Mar Mediterráneo.

## Taxonomía
El género Paralepis fue descrito científicamente por Georges Cuvier en 1816 y comprende las siguientes especies:
| Ilustración | Nombre binomial Autor               | Nombre común | Número de subespecies | Distribución               | Estado de conservación |
| ----------- | ----------------------------------- | ------------ | --------------------- | -------------------------- | ---------------------- |
|             | Paralepis brevirostris (Parr, 1928) | -            | -                     | Océano Atlántico           | Preocupación menor     |
|             | Paralepis coregonoides Risso, 1820  | -            | -                     | Océano Atlántico           | Preocupación menor     |
|             | Paralepis elongata (Brauer, 1906)   | -            | -                     | Océanos Índico y Atlántico | Preocupación menor     |
|             | Paralepis speciosa Bellotti, 1878   | -            | -                     | Mar Mediterráneo           | Preocupación menor     |